# 웹게임채널
웹게임채널(Webgamech)은 The5 Interective에서 운영하는 웹 게임을 전문으로 서비스하는 웹게임 포털 사이트이다.
2008년 9월 30일 대한민국 웹게임 최초로 칠용전설을 상용화 시켰다. 이후 다양한 웹게임을 상용화하며 대한민국에 웹게임 열풍의 선두주자로 자리 잡으며, 이후 대형 게임업체에 이르기까지 웹게임을 대중화하는데 큰 공헌을 하였으며, 현재는 칠용전설 서비스 이후 후속작인 칠용전설2, 대제국, 현재 블러디메어까지 다양한 라인업으로 대한민국 웹게임의 선두주자로 자리잡았으나 2014년 3월 7일 이후로 홈페이지 접속이 되지 않는다.

## 현재 서비스 중인 게임(3월7일 이후 중단)
- 칠용전설
- 칠용전설2
- 폭풍성장
- 블러디메어 : 레퀴엠 리턴즈
- 힐링온라인

## 역대 서비스 게임
- 칠용전설
- 제국전쟁
- 강산
- 카오스로드
- 레전드오브카오스
- MR.CEO
- 신마령
- 칠용전설2
- 대제국
- 폭풍성장
- 나는 장문인이다
- 블러디메어 : 레퀴엠 리턴즈
- 힐링온라인
- 군주온라인
- 쎈온라인

ㅎ